# Cupa EHF Feminin 2018-2019 - fazele eliminatorii
Acest articol descrie fazele eliminatorii ale Cupei EHF Feminin 2018-2019.

## Echipele calificate
În această fază s-au calificat echipele care au terminat pe primele două locuri în fiecare din cele patru grupe preliminare:
| De pe locul 1 din grupă | De pe locul 2 din grupă |
| ----------------------- | ----------------------- |
| Team Esbjerg            | Storhamar HE            |
| Siófok KC               | Herning-Ikast HB        |
| Viborg HK               | Kuban Krasnodar         |
| RK Podravka             | Nykøbing Falster        |

## Format
În sferturile de finală fiecare echipă clasată pe primul loc într-o grupă preliminară a jucat împotriva unei echipe clasate pe locul al doilea în altă grupă preliminară. Partidele s-au desfășurat în sistem tur-retur. Tragerea la sorți pentru stabilirea meciurilor din sferturile de finală a avut loc pe 12 februarie 2019, de la ora locală 11:00, la sediul EHF din Viena.
Câștigătoarele sferturilor de finală au avansat în semifinalele competiției.

### Distribuția în urnele valorice
Cele 8 echipe calificate în sferturile de finală au fost distribuite în 2 urne valorice: echipele care au terminat faza grupelor pe primul loc în urna 1, iar cele care au terminat pe locul al doilea în urna a 2-a.
| Urna 1                                               | Urna a 2-a                                                             |
| ---------------------------------------------------- | ---------------------------------------------------------------------- |
| - Team Esbjerg - Siófok KC - Viborg HK - RK Podravka | - Storhamar HE - Herning-Ikast HB - Kuban Krasnodar - Nykøbing Falster |

În urma tragerii la sorți au rezultat următoarele sferturi de finală:

## Sferturile de finală
| 1 martie 2019 19:00 | Herning-Ikast HB | 34 – 26 | RK Podravka | IBF Arena, Ikast Asistență: 1.300 Arbitri: Lidacka, Lesiak |
| 1 martie 2019 19:00 | Friis 10         | (17–12) | Ihneva 7    | IBF Arena, Ikast Asistență: 1.300 Arbitri: Lidacka, Lesiak |
| 1 martie 2019 19:00 | 1× 2×            | Cronica | 2× 3×       | IBF Arena, Ikast Asistență: 1.300 Arbitri: Lidacka, Lesiak |

| 3 martie 2019 16:00 | Kuban Krasnodar | 24 – 37 | Team Esbjerg      | Palatul Sporturilor „Olimp”, Krasnodar Asistență: 2.000 Arbitri: Pech, Vágvölgyi |
| 3 martie 2019 16:00 | Golub 7         | (15–14) | Ingstad, Polman 8 | Palatul Sporturilor „Olimp”, Krasnodar Asistență: 2.000 Arbitri: Pech, Vágvölgyi |
| 3 martie 2019 16:00 | 4× 1×           | Cronica | 3× 2×             | Palatul Sporturilor „Olimp”, Krasnodar Asistență: 2.000 Arbitri: Pech, Vágvölgyi |

| 3 martie 2019 16:30 | Nykøbing Falster | 20 – 28 | Viborg HK  | Næstved Arena, Næstved Asistență: 2.325 Arbitri: Mitrović, Kažanegra |
| 3 martie 2019 16:30 | Housheer 6       | (11–16) | Nørgaard 9 | Næstved Arena, Næstved Asistență: 2.325 Arbitri: Mitrović, Kažanegra |
| 3 martie 2019 16:30 | 6× 2×            | Cronica | 3× 1×      | Næstved Arena, Næstved Asistență: 2.325 Arbitri: Mitrović, Kažanegra |

| 3 martie 2019 18:00 | Storhamar HE | 24 – 31 | Siófok KC  | Boligpartner Arena, Hamar Asistență: 1.151 Arbitri: Sa, Sa |
| 3 martie 2019 18:00 | Riegelhuth 9 | (12–13) | Kobetić 10 | Boligpartner Arena, Hamar Asistență: 1.151 Arbitri: Sa, Sa |
| 3 martie 2019 18:00 | 1× 3×        | Cronica | 3× 1×      | Boligpartner Arena, Hamar Asistență: 1.151 Arbitri: Sa, Sa |

| 9 martie 2019 14:00 | Viborg HK        | 24 – 19 | Nykøbing Falster | Vibocold Arena, Viborg Asistență: 1.501 Arbitri: Hatipoğlu, Şimşek |
| 9 martie 2019 14:00 | trei jucătoare 4 | (13–9)  | Kristiansen 4    | Vibocold Arena, Viborg Asistență: 1.501 Arbitri: Hatipoğlu, Şimşek |
| 9 martie 2019 14:00 | 3×               | Cronica | 4× 3×            | Vibocold Arena, Viborg Asistență: 1.501 Arbitri: Hatipoğlu, Şimşek |

| 10 martie 2019 13:00 | Team Esbjerg         | 37 – 31 | Kuban Krasnodar | Blue Water Dokken, Esbjerg Asistență: 1.348 Arbitri: Simone, Monitillo |
| 10 martie 2019 13:00 | Breistøl, Liščević 7 | (21–20) | Dudina 9        | Blue Water Dokken, Esbjerg Asistență: 1.348 Arbitri: Simone, Monitillo |
| 10 martie 2019 13:00 | 4× 2×                | Cronica | 5× 2×           | Blue Water Dokken, Esbjerg Asistență: 1.348 Arbitri: Simone, Monitillo |

| 10 martie 2019 17:00 | Siófok KC   | 32 – 31 | Storhamar HE | Kiss Szilárd Sportcsarnok, Siófok Asistență: 1.200 Arbitri: Praštalo, Balvan |
| 10 martie 2019 17:00 | Nze Minko 8 | (23–15) | Folkvord 8   | Kiss Szilárd Sportcsarnok, Siófok Asistență: 1.200 Arbitri: Praštalo, Balvan |
| 10 martie 2019 17:00 | 3×          | Cronica | 2× 3×        | Kiss Szilárd Sportcsarnok, Siófok Asistență: 1.200 Arbitri: Praštalo, Balvan |

| 10 martie 2019 17:00 | RK Podravka   | 24 – 18 | Herning-Ikast HB | Sportska dvorana „Fran Galović”, Koprivnica Asistență: 2.000 Arbitri: Bolić, Hurich |
| 10 martie 2019 17:00 | Cighirinova 7 | (12–6)  | Friis 5          | Sportska dvorana „Fran Galović”, Koprivnica Asistență: 2.000 Arbitri: Bolić, Hurich |
| 10 martie 2019 17:00 | 2×            | Cronica | 5× 1×            | Sportska dvorana „Fran Galović”, Koprivnica Asistență: 2.000 Arbitri: Bolić, Hurich |

## Semifinalele
| 6 aprilie 2019 17:00 | Siófok KC | 28 – 24 | Viborg HK | Kiss Szilárd Sportcsarnok, Siófok Asistență: 1.200 Arbitri: Rakitina, Tkaciuk |
| 6 aprilie 2019 17:00 | Kobetić 7 | (15–13) | Högdahl   | Kiss Szilárd Sportcsarnok, Siófok Asistență: 1.200 Arbitri: Rakitina, Tkaciuk |
| 6 aprilie 2019 17:00 | 2× 3×     | Cronica | 5× 2×     | Kiss Szilárd Sportcsarnok, Siófok Asistență: 1.200 Arbitri: Rakitina, Tkaciuk |

| 6 aprilie 2019 17:00 | Herning-Ikast HB | 20 – 23 | Team Esbjerg | IBF Arena, Ikast Asistență: 986 Arbitri: Sa, Sa |
| 6 aprilie 2019 17:00 | Fauske 4         | (10–12) | Polman 8     | IBF Arena, Ikast Asistență: 986 Arbitri: Sa, Sa |
| 6 aprilie 2019 17:00 | 5× 2×            | Cronica | 3× 1×        | IBF Arena, Ikast Asistență: 986 Arbitri: Sa, Sa |

| 14 aprilie 2019 13:00 | Team Esbjerg | 30 – 16 | Herning-Ikast HB | Blue Water Dokken, Esbjerg Asistență: 1.530 Arbitri: Ben-Dan, Faran |
| 14 aprilie 2019 13:00 | Liščević 8   | (20–8)  | Fauske 4         | Blue Water Dokken, Esbjerg Asistență: 1.530 Arbitri: Ben-Dan, Faran |
| 14 aprilie 2019 13:00 | 3×           | Cronica | 3× 2×            | Blue Water Dokken, Esbjerg Asistență: 1.530 Arbitri: Ben-Dan, Faran |

| 14 aprilie 2019 14:00 | Viborg HK  | 27 – 25 | Siófok KC | Vibocold Arena, Viborg Asistență: 1.431 Arbitri: Lončar, Lončar |
| 14 aprilie 2019 14:00 | Nørgaard 5 | (12–11) | Kobetić 8 | Vibocold Arena, Viborg Asistență: 1.431 Arbitri: Lončar, Lončar |
| 14 aprilie 2019 14:00 | 2× 1×      | Cronica | 2× 3×     | Vibocold Arena, Viborg Asistență: 1.431 Arbitri: Lončar, Lončar |

## Finala

### Echipele calificate în finală
În finală s-au calificat Team Esbjerg și Siófok KC. Ordinea desfășurării celor două partide a fost stabilită prin tragere la sorți. Siófok KC a câștigat trofeul după ce a învins Team Esbjerg cu scorul general de 47 la 42.
| 5 mai 2019 15:00 | Team Esbjerg | 21 – 21 | Siófok KC | Blue Water Dokken, Esbjerg Asistență: 2.556 Arbitri: Bolić, Hurich |
| 5 mai 2019 15:00 | Solberg 6    | (12–10) | Kobetić 6 | Blue Water Dokken, Esbjerg Asistență: 2.556 Arbitri: Bolić, Hurich |
| 5 mai 2019 15:00 | 3× 2×        | Cronica | 5× 2×     | Blue Water Dokken, Esbjerg Asistență: 2.556 Arbitri: Bolić, Hurich |

| 11 mai 2019 20:30 | Siófok KC   | 26 – 21 | Team Esbjerg       | Kiss Szilárd Sportcsarnok, Siófok Asistență: 1.200 Arbitri: Opava, Válek |
| 11 mai 2019 20:30 | Nze Minko 7 | (14–10) | Liščević, Polman 6 | Kiss Szilárd Sportcsarnok, Siófok Asistență: 1.200 Arbitri: Opava, Válek |
| 11 mai 2019 20:30 | 4× 3×       | Cronica | 4× 2×              | Kiss Szilárd Sportcsarnok, Siófok Asistență: 1.200 Arbitri: Opava, Válek |